# Мильчаков, Сергей Витальевич
Сергей Витальевич Мильчаков (5 апреля 1973, Свердловск, РСФСР, СССР) — российский военнослужащий, генерал-лейтенант, командующий 51-й гвардейской общевойсковой армии Южного военного округа. Герой Российской Федерации (2024).

## Биография
Родился 5 апреля 1973 года в Свердловске.
Учился в Свердловском суворовском военном училище. В 1990 году Челябинском высшем танковом командном училище имени 50-ти летия Великого Октября. В нём обучался на протяжении четырёх лет. После завершения учёбы в училище, стал служить в строевых частях ВС РФ в должности командира танкового взвода, проходя ступени военной службы. В 2006 году окончил Общевойсковую академию ВС РФ.
С 2008 по 2009 год являлся командиром 81-го гвардейского мотострелкового полка, позже командовал 69-й отдельной бригадой прикрытия 35-й общевойсковой армии.
В 2019 году окончил Военную академию Генерального штаба Российской Федерации. С 2019 по 2020 год был командиром 473-го окружного учебного центра подготовки младшего состава для общевойсковых подразделений.
Участник военной операции России в Сирии, где являлся заместителем командующего группировкой российский войск (сил). Участник вторжения России на Украину. Возглавлял 1-й Донецкий армейский корпус Народной милиции ДНР, позже преобразованного в 51-ю общевойсковую Донецкую армию Южного военного округа.

## Звания и награды
- Герой Российской Федерации (Указом Президента Российской Федерации «закрытым» от августа 2024 года за мужество и героизм, проявленные при исполнении воинского долга, генерал-лейтенанту Мильчакову Сергею Витальевичу присвоено звание Героя Российской Федерации с вручением знака особого отличия — медали «Золотая Звезда»).
- Орден Александра Невского.
- Орден Мужества.
- Орден «За военные заслуги».
- Медаль ордена «За заслуги перед Отечеством» II степени (с мечами).